# Blackmans Bay
Blackmans Bay är en del av en befolkad plats i Australien. Den ligger i kommunen Kingborough och delstaten Tasmanien, i den sydöstra delen av landet, omkring 14 kilometer söder om delstatshuvudstaden Hobart. Antalet invånare är 6 341.
Trakten är tätbefolkad. Närmaste större samhälle är Hobart, omkring 14 kilometer norr om Blackmans Bay. Genomsnittlig årsnederbörd är 920 millimeter. Den regnigaste månaden är juli, med i genomsnitt 114 mm nederbörd, och den torraste är februari, med 49 mm nederbörd.